# 符文工廠 藍海奇緣
《符文工廠 藍海奇緣》是一款生活模拟游戏，2011年发行于Wii及PlayStation 3，屬於《符文工廠系列》。

## 外部連結
- Rune Factory: Tides of Destiny at Natsume.com （页面存档备份，存于）（英文）
- 官方網站 （页面存档备份，存于）（日語）